# آندرس واریک
آندرس واریک (استونیایی: Andres Varik؛ زادهٔ ۷ آوریل ۱۹۵۲) سیاستمدار و نماینده سابق مجلس اهل استونی است. وی از سال ۱۹۹۷ تا ۱۹۹۹ وزیر امور روستایی استونی بوده‌است.